# Антіох XIII Азійський
Антіох XIII Діоніс Філопатор Каллінік (Азійський) (? — 64 до н. е.) — цар Сирії у 68 до н. е.—64 до н. е.

## Життєпис
Походив з династії Селевкідів. Син Антіоха Х, царя Сирії, та Клеопатри Селени. Після загибелі батька у 89 році до н. е. тривалий час перебував під опікою своєї матері.
У 75 до н. е. разом із матір'ю перебрався до Риму. Тут Клеопатра клопотала щодо повернення трону Сирії своєму синові.
У 69 до н. е. римські війська розбили царя Тиграна II залишити Сирію.
У 68 до н. е. ця держава рішення римського сенату передана Антіохові XIII.
У 66 до н. е. проти нього виступив родич Філіпп II, син Філіппа I. В результаті невеличке царство було розділене.
У 64 до н. е. під час вторгнення арабських племен до Сирії Антіоха XIII вбив у Емесі місцевий володар. Після цього його володіння приєднав до Римської республіки Гней Помпей Великий.